# 攀枝花广播电视台
攀枝花广播电视台为中华人民共和国四川省攀枝花市的一家廣播電視播出機構，也是中共攀枝花市委、攀枝花市人民政府的喉舌。是台的前身为渡口人民广播电台及渡口电视台，于1984年7月1日开播，后随城市更名，并于2012年10月合并成立攀枝花广播电视台。

## 历史沿革
攀枝花市（渡口市）位于四川省南部的金沙江谷地，城市地形对当地接收中央人民广播电台、四川人民广播电台的讯号造成了困扰。1971年5月，渡口市革命委员会向四川省革委会要求修筑中波转播台，以转播中央人民广播电台的节目，渡口市广播站随即于1973年开始兴建渡口转播台:119，1974年，电台落成并开始试机，翌年11月15日17点30分，渡口转播台（五一六台）正式播放广播节目，开创攀枝花市无线广播事业之先河:835。而渡口广播电台则因主管机关的反对而未能建立:119。
文化大革命结束后，中共渡口市委于1979年5月4日向四川省委提出建立渡口市广播电台，同年8月获准，但因当时国民经济调整而未能立即建立:120:835。1983年，四川省人民政府将渡口广播电台的建设方案纳入省国民经济建设与社会发展计划，渡口市因此重新筹备建设渡口广播电台，并整合了五一六转播台的资源，于1984年6月开始试播节目，同年7月1日，渡口人民广播电台正式投入使用:835，渡口市也因此成为继重庆、成都及自贡后，四川省第四个拥有广播电台的地级市:105-119。
与此同时，渡口市广播电视主管机关也购入了彩色摄像机、文字编辑机和彩色微波，开始筹办电视节目，1982年9月，其第一条电视新闻节目《攀钢轨梁厂提前完成全年生产任务》成功拍摄，以后又开始不定期地播放自制的《渡口新闻》、文艺节目和专题节目，以筹备创建自己的电视台:838。中华人民共和国广播电视部技术局亦于1983年8月同意渡口市开办渡口电视台，在进行了数个月的筹备工作后，渡口电视台亦于1984年7月1日开播:838，成为继四川电视台、重庆电视台后，四川省第三座电视台:200。而渡口人民广播电台、渡口电视台正式开播的日期7月1日，也被攀枝花广播电视台视为自己的创立日。创立之初，渡口电视台使用彩色发射机第十二频道以及第八频道，交替播出央视及本台的电视节目:254。
1987年，二台随着城市更名而分别更名为攀枝花人民广播电台、攀枝花电视台，1992年，四川西南微波干线攀西段电路开通，四川电视台与攀枝花电视台实现节目互通，攀市因此可以向四川全省及全国直播电视节目:921，1994年，五一六台成为中央人民广播电台在攀枝花的转播台:911。2001年10月，成立于1995年的攀枝花有线电视台并入该电视台，组建电视台有线电视信息中心:205。2004年5月，攀枝花电视台总部迁往市区滨江大道广电中心大楼5楼:163。
2010年，攀枝花人民广播电台的两套频率新闻综合频率、阳光频率分别更名为新闻广播、汽车电台（对农广播）。2012年10月，攀枝花人民广播电台、攀枝花电视台合并，组建攀枝花市广播电视台。2015年，攀枝花广播电视台旗下的对农广播获评为“中国百强电台”。2022年12月，攀枝花市广播电视台与攀枝花日报社合署办公，并于2023年3月参与设立攀枝花市融媒体中心。

## 旗下资产
攀枝花广播电视台为攀枝花市人民政府直属的全额拨款事业单位，该台下设有办公室、总编室、全媒体新闻中心、新闻综合广播、对农广播、电视栏目制作中心、电视片制作中心、营销策划中心、技术播出部（市广播电视监播中心）、发射台共10个部门。并拥有新闻综合频道、公共频道两条电视频道以及综合广播、对农广播两套广播频率。

### 电视服务

#### 播出中的电视频道
| 頻道名稱     | 语言   | 广播格式                       | 啟播時間 | 频道前身     | 備註                                                                           | 備註 |
| 新闻综合频道 | 普通話 | SDTV 576i 16:9 HDTV 1080i 16:9 | 1984年   | 攀枝花电视台 | 攀枝花市第一条电视频道，现时以新闻、时事、专题类节目为主                       |      |
| 公共频道     | 普通話 | SDTV 576i 16:9 HDTV 1080i 16:9 |          | 影视文艺频道 | 以生活服務節目和攀枝花市下轄各縣級行政區之自製電視節目為主的政策性綜合電視頻道 |      |

### 電台頻率
| 頻道名稱             | 语言   | 频道频率    | 啟播時間 | 频道前身                                          | 備註                                                                           |
| 新闻综合广播         | 普通話 | FM 88.5 MHz | 1984年   | 攀枝花人民广播电台 攀枝花人民广播电台新闻综合频率 | 攀枝花市第一个广播频率，以新聞、時事、專題、公益、監督類節目為主的綜合頻率     |
| 对农广播（汽车电台） | 普通話 | FM 91.0 MHz |          | 攀枝花人民广播电台阳光频率                        | 主要為駕車人士以及農業生產者服務的頻率，提供路況播報、生活資訊、農業服務類節目 |

## 节目
攀枝花广播电视台是攀枝花市人民政府直屬的正處級事業單位，也被定义为中共攀枝花市委与攀枝花人民政府的喉舌。其有資格組織編排製作廣播電視節目，并负责转播中央和省级广播、电视节目，以服務中國共產黨、中华人民共和国各級政府的政治宣傳。因此，该台的广播频率以及电视频道在每天晚上会分别轉播中央人民广播电台的《全國新聞聯播》以及中国中央电视台的《新闻联播》新聞節目。